# Persone di nome Chad
| Questa pagina contiene informazioni ricavate automaticamente dalle voci biografiche con l'ausilio del template Bio e di un bot. L'aggiornamento è periodico e automatico e ricostruisce completamente la pagina. Se manca una persona in questa lista, sei pregato di non aggiungerla, ma accertati piuttosto che la sua voce biografica contenga il template Bio e che i dati anagrafici siano correttamente compilati. Se il template Bio manca, inseriscilo tu stesso o, in alternativa, metti l'avviso {{tmp\|Bio}} che ne segnala la mancanza. Se i dati riportati sono sbagliati, correggi direttamente la voce biografica; le modifiche saranno visibili in questa lista entro pochi giorni. Per chiarimenti vedi il progetto antroponimi. La lista contiene solo le 79 persone che sono citate nell'enciclopedia e per le quali è stato implementato correttamente il template Bio. Pagina aggiornata al 16 ott 2024. |

Questa è una lista di persone presenti nell'enciclopedia che hanno il prenome Chad, suddivise per attività principale.

## Allenatori di calcio(1)
- Chad McCarty, allenatore di calcio e ex calciatore statunitense (Fresno, n. 1977)

## Allenatori di pallacanestro(1)
- Chad Timberlake, allenatore di pallacanestro e ex cestista statunitense (Wiesbaden, n. 1984)

## Artisti marziali misti(1)
- Chad Mendes, artista marziale misto statunitense (Hanford, n. 1985)

## Attori(10)
- Chad Allen, attore statunitense (Cerritos, n. 1974)
- Chad Broskey, attore statunitense (Louisville, n. 1987)
- Chad Coleman, attore statunitense (Richmond, n. 1967)
- Chad Connell, attore canadese (Ottawa, n. 1983)
- Chad Donella, attore canadese (Toronto, n. 1978)
- Chad Duell, attore e modello statunitense (Chicago, n. 1987)
- Chad Everett, attore statunitense (South Bend, n. 1937 - Los Angeles, † 2012)
- Chad Lindberg, attore statunitense (Mount Vernon, n. 1976)
- Chad Michael Murray, attore, modello e produttore televisivo statunitense (Buffalo, n. 1981)
- Chad Villella, attore, regista e scenografo statunitense (Punxsutawney, n. 1977)

## Attori pornografici(1)
- Chad Hunt, ex attore pornografico statunitense (Wadsworth, n. 1974)

## Batteristi(4)
- Chad Channing, batterista statunitense (Santa Rosa, n. 1967)
- Chad Cromwell, batterista statunitense (Paducah, n. 1957)
- Chad Smith, batterista statunitense (Saint Paul, n. 1961)
- Chad Wackerman, batterista statunitense (Long Beach, n. 1960)

## Calciatori(7)
- Chad Barrett, ex calciatore statunitense (San Diego, n. 1985)
- Chad Barson, ex calciatore statunitense (Columbus, n. 1991)
- Chad Coombes, ex calciatore neozelandese (Hamilton, n. 1983)
- Chad Deering, ex calciatore statunitense (Garland, n. 1970)
- Chad Gibson, ex calciatore australiano (Sydney, n. 1976)
- Chad Gould, ex calciatore filippino (Cebu, n. 1982)
- Chad Marshall, ex calciatore statunitense (Riverside, n. 1984)

## Cantanti(4)
- Chad Gilbert, cantante, chitarrista e produttore discografico statunitense (Coral Springs, n. 1981)
- Chad Gray, cantante statunitense (Decatur, n. 1971)
- Chad Stuart, cantante, doppiatore e attore britannico (Windermere, n. 1941 - † 2020)
- Chad VanGaalen, cantante canadese (Calgary, n. 1977)

## Cantautori(1)
- Chad Kroeger, cantautore, chitarrista e compositore canadese (Hanna, n. 1974)

## Cestisti(5)
- Chad Brown, cestista statunitense (Deltona, n. 1996)
- Chad Gallagher, ex cestista statunitense (Rockford, n. 1969)
- Chad Posthumus, cestista canadese (Winnipeg, n. 1991)
- Chad Prewitt, ex cestista statunitense (Cody, n. 1980)
- Chad Toppert, ex cestista statunitense (Albuquerque, n. 1985)

## Ciclisti su strada(1)
- Chad Haga, ciclista su strada statunitense (McKinney, n. 1988)

## Discoboli(1)
- Chad Wright, discobolo giamaicano (Kingston, n. 1991)

## Giocatori di baseball(1)
- Chad Billingsley, ex giocatore di baseball statunitense (Defiance, n. 1984)

## Giocatori di football americano(11)
- Chad Greenway, ex giocatore di football americano statunitense (Mount Vernon, n. 1983)
- Chad Henne, ex giocatore di football americano statunitense (West Reading, n. 1985)
- Chad Hutchinson, ex giocatore di football americano e ex giocatore di baseball statunitense (San Diego, n. 1977)
- Chad Jeffries, giocatore di football americano statunitense (Glendora, n. 1992)
- Chad Johnson, ex giocatore di football americano e calciatore statunitense (Miami, n. 1978)
- Chad Muma, giocatore di football americano statunitense (Denver, n. 1999)
- Chad Rinehart, giocatore di football americano statunitense (Boone, n. 1985)
- Chad Ryland, giocatore di football americano statunitense (Lebanon, n. 1999)
- Chad Scott, ex giocatore di football americano statunitense (Capitol Heights, n. 1974)
- Chad Thomas, giocatore di football americano e musicista statunitense (n. 1995)
- Chad Williams, giocatore di football americano statunitense (Baton Rouge, n. 1994)

## Giocatori di poker(1)
- Chad Brown, giocatore di poker, attore e personaggio televisivo statunitense (New York, n. 1961 - New York, † 2014)

## Hockeisti su ghiaccio(1)
- Chad Biafore, ex hockeista su ghiaccio canadese (Calgary, n. 1968)

## Imprenditori(1)
- Chad Hurley, imprenditore e informatico statunitense (Birdsboro, n. 1977)

## Librettisti(1)
- Chad Beguelin, librettista, paroliere e sceneggiatore statunitense (Centralia, n. 1969)

## Musicisti(1)
- Chad Hugo, musicista e produttore discografico statunitense (Portsmouth, n. 1974)

## Nuotatori(4)
- Chad Carvin, ex nuotatore statunitense (Laguna Hills, n. 1977)
- Chad Ho, ex nuotatore sudafricano (Johannesburg, n. 1990)
- Chad Hundeby, nuotatore statunitense (n. 1971 - Tustin, † 2021)
- Chad le Clos, nuotatore sudafricano (Durban, n. 1992)

## Pattinatori di velocità su ghiaccio(1)
- Chad Hedrick, pattinatore di velocità su ghiaccio e pattinatore di velocità in-line statunitense (Spring, n. 1977)

## Pentatleti(1)
- Chad Senior, pentatleta statunitense (Fort Myers, n. 1974)

## Piloti motociclistici(2)
- Trampas Parker, pilota motociclistico statunitense (Shreveport, n. 1967)
- Chad Reed, pilota motociclistico australiano (Kurri-Kurri, n. 1982)

## Produttori televisivi(2)
- Chad Gervich, produttore televisivo, scrittore e sceneggiatore statunitense
- Chad McQueen, produttore televisivo e pilota di rally statunitense (Los Angeles, n. 1960 - Palm Springs, † 2024)

## Pugili(1)
- Chad Dawson, pugile statunitense (Hartsville, n. 1982)

## Rapper(2)
- Apathy, rapper statunitense (n. 1979)
- Pimp C, rapper e produttore discografico statunitense (Port Arthur, n. 1973 - Hollywood, † 2007)

## Rugbisti a 15(1)
- Chad Plato, rugbista a 15 namibiano (Swakopmund, n. 1998)

## Sceneggiatori(2)
- Chad e Carey Hayes, sceneggiatore statunitense (Portland, n. 1961)
- Chad Hodge, sceneggiatore e produttore televisivo statunitense (n. 1977)

## Sciatori alpini(3)
- Chad Fleischer, ex sciatore alpino statunitense (Columbus, n. 1972)
- Chad Gulevich, ex sciatore alpino canadese (n. 1974)
- Chad Mullen, ex sciatore alpino canadese (Calgary, n. 1974)

## Scrittori(1)
- Chad Kultgen, scrittore e sceneggiatore statunitense (Spokane, n. 1976)

## Skater(1)
- Chad Muska, skater statunitense (Lorain, n. 1977)

## Tenori(1)
- Chad Shelton, tenore statunitense (Orange, n. 1970)

## Vescovi cattolici(1)
- Chad William Zielinski, vescovo cattolico statunitense (Detroit, n. 1964)

## Wrestler(2)
- Karl Anderson, wrestler statunitense (Asheville, n. 1980)
- Jaxson Ryker, ex wrestler statunitense (Hickory, n. 1982)